# Vulnerable (álbum)
Vulnerable es el quinto álbum de estudio de la banda de rock alternativo The Used. Éste fue lanzado el 26 de marzo por el sello discográfico Hopeless Records, siendo este su primer álbum sin Reprise Records. El álbum fue producido por John Feldmann, quien produjo los tres primeros álbumes de la banda. Su primer sencillo, «I Come Alive», fue lanzado en formato digital el 17 de enero. La lista de canciones fue lanzada vía Facebook el 19 de enero de 2012.

## Lista de canciones
Todas las canciones escritas y compuestas por The Used. 
| Vulnerable |                                               |          |  |
| N.º        | Título                                        | Duración |  |
| 1.         | «I Come Alive»                                | 3:16     |  |
| 2.         | «This Fire»                                   | 3:14     |  |
| 3.         | «Hands and Faces»                             | 3:25     |  |
| 4.         | «Put Me Out»                                  | 4:02     |  |
| 5.         | «Shine»                                       | 4:04     |  |
| 6.         | «Now That You're Dead» (con William Control)  | 4:06     |  |
| 7.         | «Give Me Love»                                | 3:18     |  |
| 8.         | «Moving On»                                   | 4:01     |  |
| 9.         | «Getting Over You»                            | 3:45     |  |
| 10.        | «Kiss It Goodbye» (Kinda Hectic (Interludio)) | 3:23     |  |
| 11.        | «Hurt No One»                                 | 3:20     |  |
| 12.        | «Together Burning Bright»                     | 3:51     |  |
| 43:45      |                                               |          |  |

| Bonus tracks |                           |          |  |
| N.º          | Título                    | Duración |  |
| 13.          | «The Lonely»              | 4:02     |  |
| 14.          | «I Come Alive» (acústico) | 3:03     |  |

| Edición de lujo |                                      |          |  |
| N.º             | Título                               | Duración |  |
| 13.             | «Machine»                            | 4:02     |  |
| 14.             | «Disaster»                           | 3:19     |  |
| 15.             | «Put Me Out» (acústico)              | 3:50     |  |
| 16.             | «I Come Alive» (acústico)            | 3:03     |  |
| 17.             | «Together Burning Bright» (acústico) | 3:59     |  |
| 61:57           |                                      |          |  |

| Edición de lujo — iTunes |                           |          |  |
| N.º                      | Título                    | Duración |  |
| 13.                      | «Machine»                 | 4:02     |  |
| 14.                      | «Disaster»                | 3:19     |  |
| 15.                      | «I Come Alive» (acústico) | 3:03     |  |
| 54:14                    |                           |          |  |

| Lado B |             |          |  |
| N.º    | Título      | Duración |  |
| 1.     | «Surrender» |          |  |

## Posicionamiento en listas
| Australia      | Australian Albums Chart | 18 |
| Canadá         | Canadian Hot 100        | 21 |
| Estados Unidos | Billboard Hot 100       | 8  |
| Estados Unidos | Digital Albums          | 7  |
| Estados Unidos | Independent Albums      | 1  |
| Estados Unidos | Rock Albums             | 3  |
| Estados Unidos | Alternative Albums      | 3  |
| Estados Unidos | Hard Rock Albums        | 2  |
| Reino Unido    | UK Albums Chart         | 65 |

## Personal
| The Used - Bert McCracken – voz principal, teclado, sintetizador, piano, programación. - Quinn Allman – guitarra, coros. - Jeph Howard – bajo, coros. - Dan Whitesides – batería, percusión, coros. Músicos adicionales - Will Francis – cantante adicional en «Now That You're Dead». | Producción - John Feldmann – producción, mezcla. - Brandon Hall Paddock – ingeniero, productor. - Jeremy Hatcher – ingeniero asistente. - Spencer Hoad – ingeniero asistente. - Courtney Ballard – ingeniero asistente. - Joe Gastwirt – masterización |